# Rezerwat Żyguliński
Rezerwat Żyguliński (ros. Жигулевский государственный природный биосферный заповедник имени И.И.Спрыгина) – ścisły rezerwat przyrody (zapowiednik) w obwodzie samarskim w Rosji. Znajduje się w rejonach stawropolskim i wołżskim. Jego obszar wynosi 233,84 km², a strefa ochronna 11,32 km². Rezerwat został utworzony dekretem rządu Rosyjskiej Federacyjnej Socjalistycznej Republiki Radzieckiej z dnia 19 sierpnia 1927 roku. W 2006 roku wraz z przylegającym do niego Parkiem Narodowym „Samarskaja Łuka” otrzymał status rezerwatu biosfery UNESCO. Dyrekcja rezerwatu znajduje się w miejscowości  Żygulowsk.

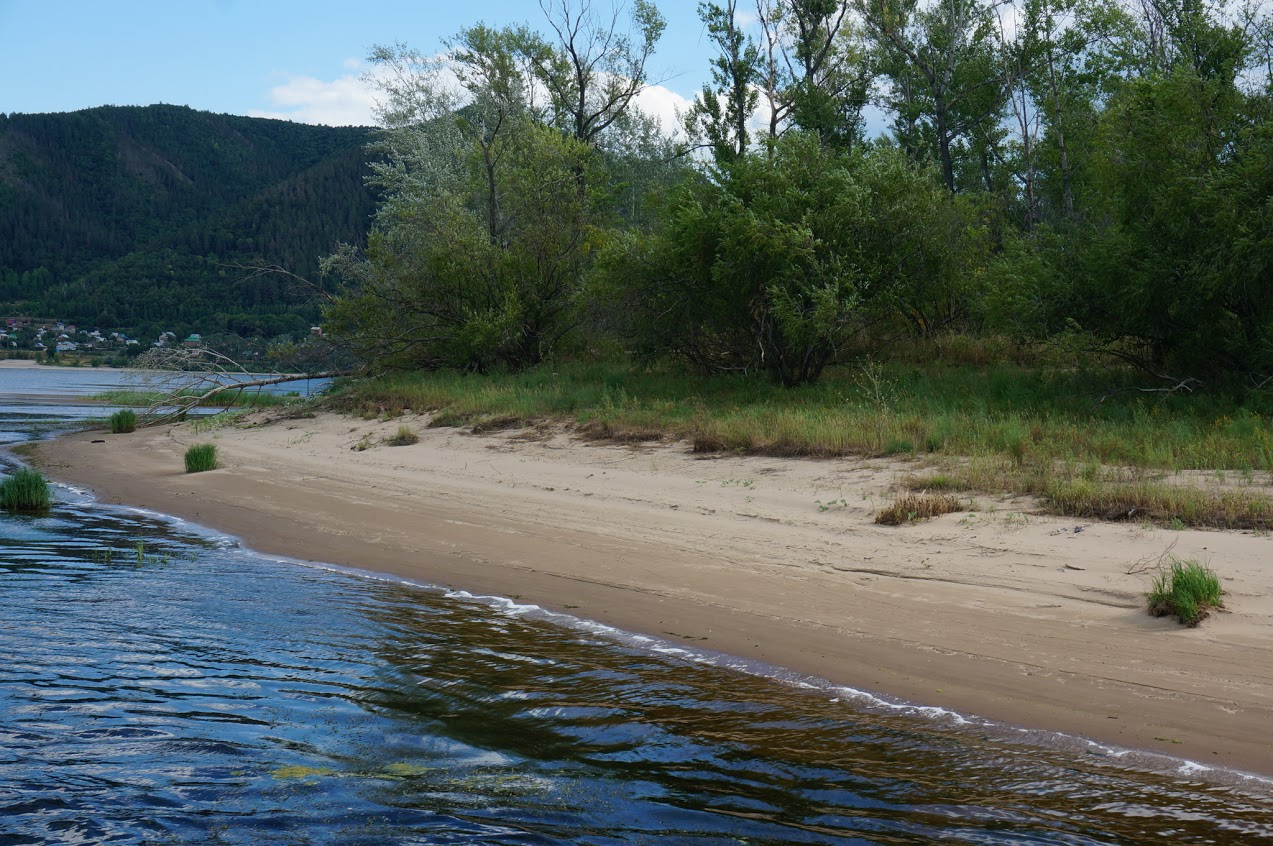
Wyspa Sieriedysz

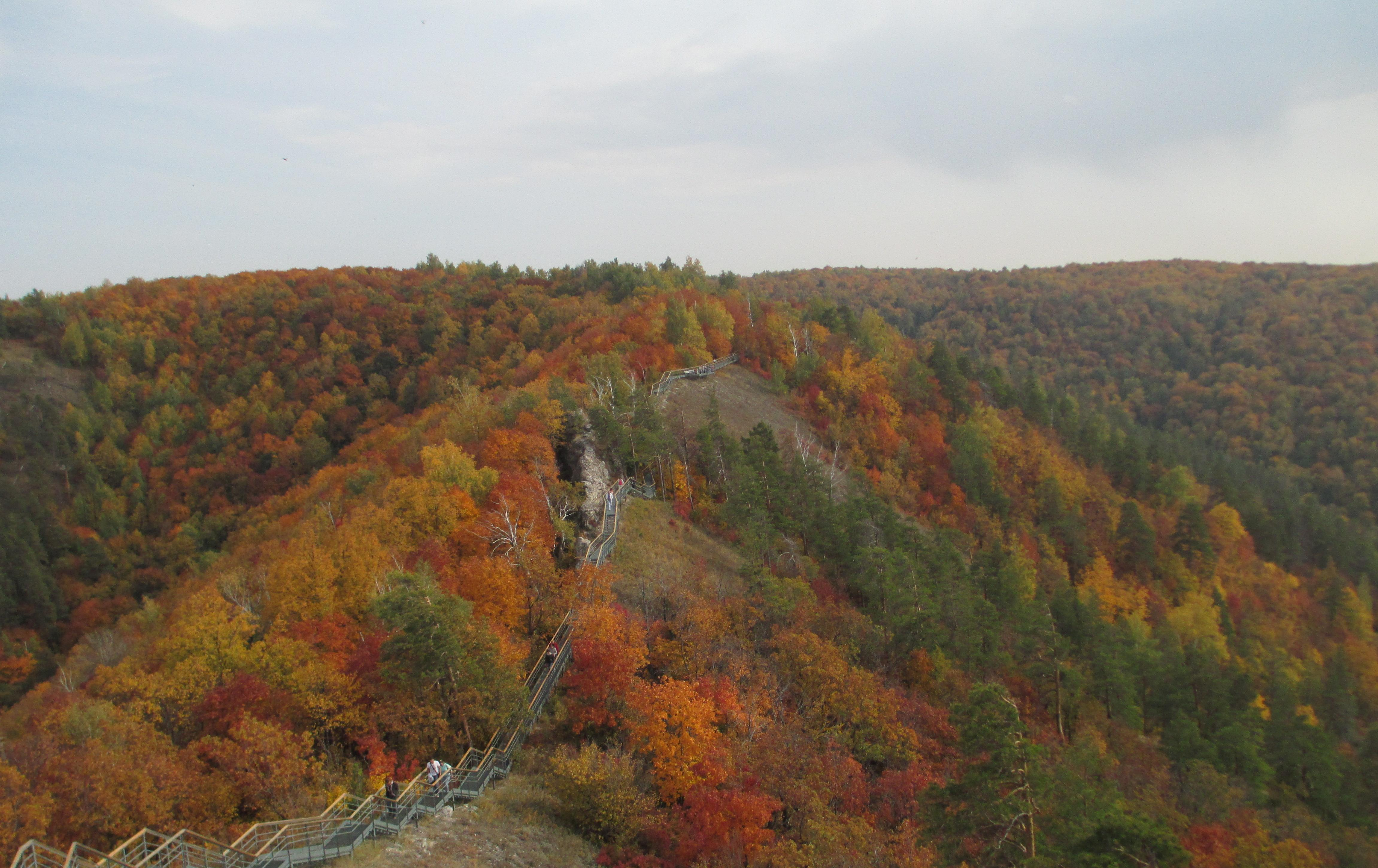
Góra Strielnaja – jedno z najwyższych wzniesień w rezerwacie

## Opis
Rezerwat znajduje się w północnej części dużego zakola Wołgi w miejscu, gdzie rzeka omija Góry Żygulowskie (część Wyżyny Nadwołżańskiej). Od zachodu, wschodu i południa otacza go, obejmujący prawie całe zakole, Park Narodowy „Samarskaja Łuka”. Od północy granicą jest Wołga. Rezerwat obejmuje najwyższą część Gór Żygulowskich (wysokość do 381 m n.p.m.) i dwie wyspy na rzece (Sieriedysz i Szałyga).
Klimat kontynentalny, gorące lata i mroźne zimy. Najzimniejszym miesiącem jest styczeń (średnia temperatura -11 °C), najcieplejszym  lipiec (+20 °C). 

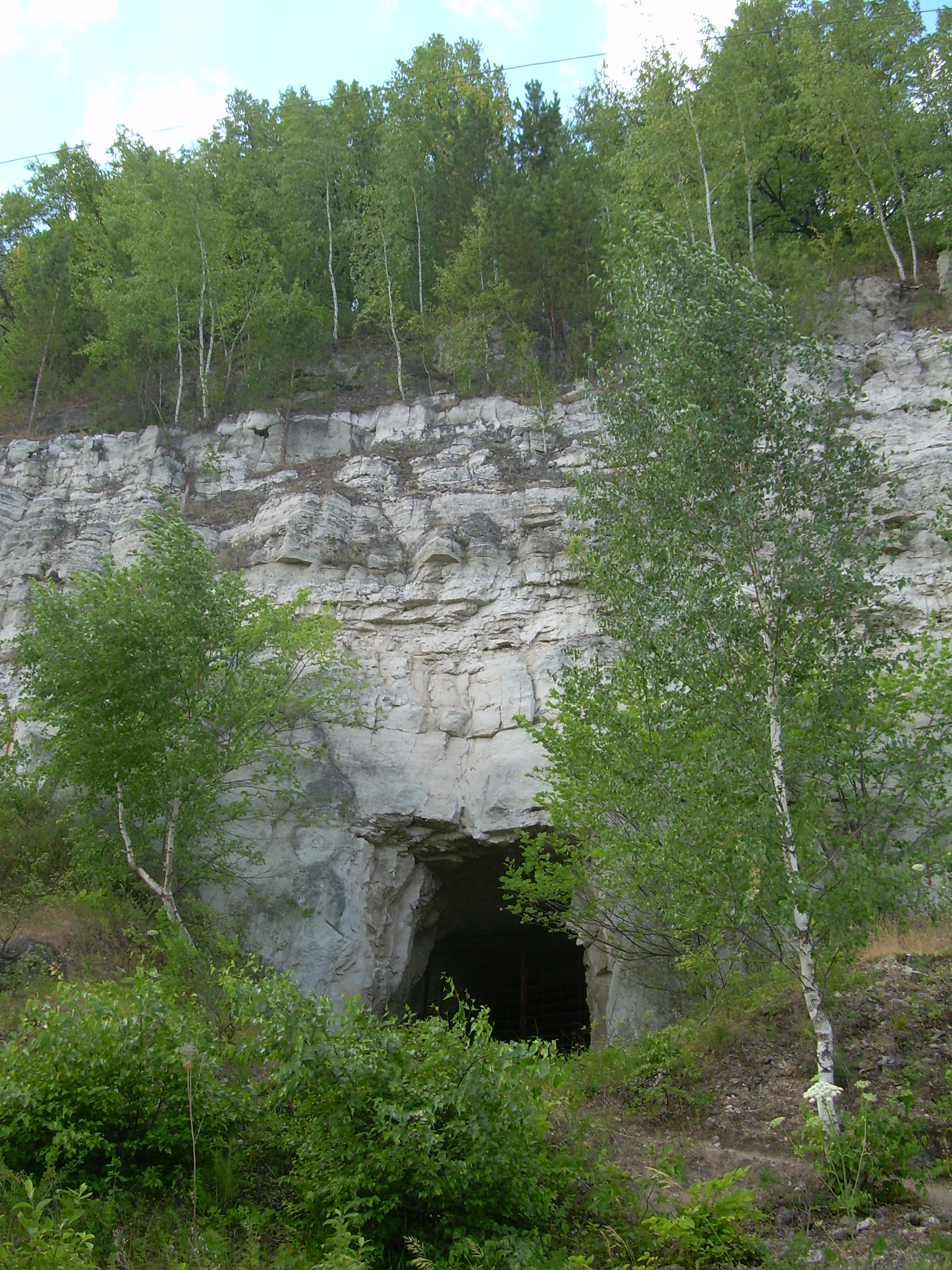
Jedna z opuszczonych sztolni

## Flora
W szacie roślinnej rezerwatu dominują lasy (93,7% jego całkowitej powierzchni). Największą powierzchnię zajmują lasy z przewagą lipy drobnolistnej, na drugim miejscu są lasy osikowe. Lasy sosnowe występują prawie wyłącznie w wyższej części gór. Są tu też lasy dębowe i brzozowe. Na terasie zalewowej wzdłuż Wołgi wykształciły się lasy z przewagą turzycy, olszy czarnej i topoli białej. Na południowych zboczach występują niewielkie kamieniste stepy.

## Fauna
Największymi przedstawicielami fauny są parzystokopytne: łoś euroazjatycki, dzik euroazjatycki i sarna syberyjska. Z drapieżników żyje tu m.in.: ryś euroazjatycki, lis rudy, borsuk azjatycki, kuna leśna, gronostaj europejski i łasica pospolita. Maskotką rezerwatu jest borsuk azjatycki. Znajduje się tu najbardziej wysunięta na zachód populacja tego gatunku (dalej na zachód mieszka borsuk europejski). 
Największą różnorodnością wśród ssaków wyróżniają się gryzonie i nietoperze, liczące po 14 gatunków. Jest tu jedno z największych w Europie zimowisk nietoperzy. Żyją one w starych, opuszczonych sztolniach i liczą ponad 30 tysięcy osobników. 
Awifauna jest reprezentowana przez znacznie większą liczbę gatunków niż fauna ssaków (248 gatunków ptaków należących do 18 rzędów). 40 gatunków należy do rzadkich. Są to m.in.: bielik, orzeł cesarski, rybołów, sokół wędrowny, orzełek włochaty, gadożer zwyczajny, krogulec krótkonogi, kurhannik, orzeł przedni, orlik grubodzioby, bocian czarny, czapla biała, łabędź niemy, głuszec zwyczajny, jarząbek zwyczajny, żuraw zwyczajny, kulik wielki, ostrygojad zwyczajny, mewa mała.